# 9K121 Wichr
Die 9K121 Wichr (russisch 9К121 Вихрь, Wirbelsturm) ist eine Luft-Boden-Panzerabwehrlenkwaffe aus russischer Produktion. Die Lenkwaffe trägt die Bezeichnung 9M127. Der NATO-Codename lautet AT-16 Scallion.

## Entwicklung
Das Panzerabwehrlenkwaffensystem 9K121 Wichr wurde in der damaligen Sowjetunion als Gegenstück zur US-amerikanischen AGM-114 Hellfire konzipiert. Die Entwicklungsarbeiten im Konstruktionsbüro KBP begannen im Jahr 1986. Die ersten Exemplare waren 1993 auslieferungsbereit. Infolge der angespannten finanziellen Situation der russischen Streitkräfte konnte nur eine kleine Anzahl zu Testzwecken beschafft werden. Die Serienproduktion lief 2014 an und die ersten Exemplare wurden 2015 an die russischen Streitkräfte ausgeliefert.

## Varianten
- 9K121 Wichr: Urversion; im Jahr 1997 entwicklungsbereit.
  - mit Lenkwaffe 9M127 / 9A4172 Wichr. Reichweite 8 km, mit Monoblock-Hohlladung. Panzerdurchschlag 900 mm RHA.
- 9K121M Wichr-M: Hauptserienversion aus dem Jahr 2012.
  - mit Lenkwaffe 9M127K / 9A4172K Wichr-1. Reichweite 10 km, mit Tandemhohlladung. Panzerdurchschlag bis zu 1.200 mm RHA.
- 9K121M Wichr-K: Marineversion[1]

## Technik
Die Lenkwaffe wird in einem glasfaserverstärkten Kunststoffrohr transportiert und auch aus diesem abgefeuert. Die Lenkwaffe verwendet einen Feststoffraketenantrieb der Firma Sojus NPO. Beim Start befördert eine kleine Ausstoßladung die Lenkwaffe aus dem Startrohr. Unmittelbar nach dem Verlassen des Rohres entfalten sich die Flügel und der Raketenmotor zündet. Im Gegensatz zur AGM-114 Hellfire ist die 9M127 ein Beamrider. Der Lasersucher befindet sich bei der Waffe am Heck des Flugkörpers, die Rakete versucht während des Fluges innerhalb des Laserstrahls zu bleiben. Die Raketendüsen befinden sich links und rechts des Flugkörpers. Durch ein Leitwerk am Heck wird er nach dem Start in Drall versetzt – dies ist zur Lenkung notwendig, da er nur über eine Steuerfläche verfügt. An der Spitze des Flugkörpers befindet sich ein Annäherungszünder. Der Gefechtskopf besteht aus einer Tandemhohlladung, wobei die Haupthohlladung mit einem Splittermantel versehen ist, um die Effektivität gegen weiche und halbharte Ziele zu erhöhen. Diese besondere Lösung hat eine Reihe von Vorteilen und Nachteilen:
- da der Lasersucher auf die Quelle gerichtet ist, kann er preiswerter sein
- störfester, da mehr Laserenergie zur Rakete gesendet wird
- preiswert durch die Verwendung nur einer Steuerfläche
- kann durch den Annäherungszünder auch als Luft-Luft-Lenkwaffe gegen langsam fliegende Flugzeuge und Hubschrauber eingesetzt werden
- durch das Beamrider-Prinzip muss die Startplattform präzise auf das Ziel ausgerichtet werden, die Startbehälter sind dafür in der Vertikalen schwenkbar
- Buddy-Lasing ist nicht möglich
- es kann nur der direkte Anflug auf ein Ziel gewählt werden, Top-Attack ist nicht möglich
- die Waffe spiralisiert am Anfang stark, da der Drall noch nicht so ausgeprägt ist. Dies erhöht die Mindestentfernung zum Ziel.

## Einsatzplattformen
Die Einsatzplattformen für die 9M127 sind Kampfhubschrauber und Erdkampfflugzeuge.
- Kamow Ka-50
- Kamow Ka-52
- Suchoi Su-25TM/Suchoi Su-39
- Die Adaption an eine Langstrecken-Kampfdrohne wurde 2021 angekündigt.[6]

## Nutzer
- Russland: 2016 wurden 6000 Stück beschafft.[1]